# Jirsko
Jirsko je vesnice na pomezí Středočeského a Libereckého kraje. Přestože je poměrně ucelená a není větší než půl kilometru, je údolím potoka i administrativně rozdělena na dvě části, které patří nejen do různých katastrálních území, ale zároveň i do různých obcí, okresů i krajů, jak samosprávných, tak územních.
- Jirsko 1.díl patří ke katastrálnímu území i obci Sezemice v okrese Mladá Boleslav ve Středočeském kraji. Je zde evidováno 5 adres.[1] Trvale zde žije 11 obyvatel.[2]
- Jirsko 2.díl patří ke katastrálnímu území i obci Svijanský Újezd v okrese Liberec v Libereckém kraji. Jsou zde evidovány 4 adresy.[3] Trvale zde žijí 2 obyvatelé.[4]

## Území
Jirsko se rozkládá po obou stranách bezejmenného potoka, který teče od Sezemic a asi kilometr pod Jirskem se u Močítek zprava vlévá do Pěnčínského potoka.
Jirsko 1.díl se nachází na pravém, tedy jižním břehu potoka. Je tvořen seskupením domů čp. 7, 8, 9 a 11 a dům če. 1 (jehož adresa však v mapě RÚIAN zobrazena není). Vede sem asi 1 kilometr dlouhá zpevněná místní komunikace ze Sezemic.
Jirsko 2.díl se nachází na levém, tedy severním břehu potoka. V údolí u potoka se nachází dům če. 4 a nahoře u zpevněné místní komunikace domy čp. 1, 2 a 3, přičemž čp. 2 je větší hospodářský dvůr. Do východ do Svijanského Újezda je to po cestě zhruba 2 km, na sever do Nechálova o něco dále.
Obě části přes údolí propojuje síť cest a lávka přes potok poblíž domu če. 2. Po zpevněné komunikaci přes 2. díl vede cyklotrasa č. 3050. Nejbližší veřejná doprava je na autobusové zastávce v Sezemicích, asi 1 km západně od 1. dílu.